# 経世済民
經世濟民（けいせいさいみん、経世済民）は、中国の古典に登場する語で、文字通りには、「世を經め、民を濟ふ」の意。「経国済民」（けいこくさいみん）もほぼ同義である。
略して「經濟」（けいざい / 経済）とも言うが、主として英語の「Economy」の訳語として使われている今日の「経済」とは異なり、本来はより広く政治・統治・行政全般を指す語であった。以下「經世濟民」および「經濟」の本来の用法と、その変遷について扱う。

## 典拠
中国・東晋の葛洪の著作『抱朴子』内篇（地真篇）には「経世済俗」という語が現れ、経世済民とほぼ同義で用いられている。時代がやや下り、隋代の王通『文中子』礼楽篇には、「皆有経済之道、謂経世済民」とあって、「経済」が経世済民の略語として用いられていたことがわかる。さらに後代の『晋書』殷浩伝（唐）、『宋史』王安石伝論（元）などにも「経済」が現れるが、以上はもちろん政治・統治・行政一般を意味する用法である。清末、戊戌の政変後、従来のような儒教的教養によらず学識ある在野の有為な人材を登用するために新設された科挙の新科目「経済特科」も、この用法によるものである。

## 語義の変遷

### 古典的用法としての「経世済民」「経済」
近世以前の日本では、「経世済民」あるいは「経国済民」が一つの言葉として用いられることはあまりなく、「経国」「済民」などがそれぞれ別個に用いられることが多かった。近世（江戸時代）になるとこれらを一つにまとめた「経世済民」あるいは「経済」が盛んに用いられるようになった。その背景には、明末清初の中国で発展した考証学者による「経世致用の学」の影響を受け、日本でも儒学者・蘭学者などによる同種の「経世論」（経世済民論）が流行したことが関わっている。この「経世論」の代表的著作の一つで日本で初めて「経済」の語を書名とした太宰春台『経済録』（18世紀前半）は、「凡（およそ）天下国家を治むるを経済と云、世を経め民を済ふ義なり」としており、このころの「經世濟民（經濟）の學」は今日でいう経済学のみならず政治学・政策学・社会学などきわめて広汎な領域をカバーするものであった。
しかし江戸後期に入って次第に貨幣経済が浸透すると「経済」のなかでも「社会生活を営むのに必要な生産・消費・売買などの活動」という側面が強調されるようになっていった。海保青陵は、自著で専ら現在と同じ意味で用いており、これは「経済」という語の早い例である。ただ青陵によると、当時の大坂で「経済家」といえば、治政一般ではなく「金銀の事」に詳しい者を指したと言い、大坂商人の間では現代的な用法は既に常識的だったようだ。19世紀前半の正司考祺『経済問答秘録』に「今世間に貨殖興利を以て経済と云ふは謬なり」とあるように、（考祺は批判的に指摘しているものの）今日の用法に近い「経済」が普及していた。以上のような用法の変化は、明・清代の中国の俗語において、金銭・財務に関連する（古典的用法と異なる）用法が広まったことの影響とする杉本つとむの見解もある。

### economyの訳語としての「経済」の定着
幕末期になり、新たに交流が始まったイギリスなどから古典派経済学の文献が輸入されるようになると、「経済」の語は新たに"economy"の訳語として用いられるようになるが、それにはいくつかの段階がある。まず、1862年（文久2年）に刊行された堀達之助らの『英和対訳袖珍辞書』では"economy"を「家事する、倹約する」とし、"political economy"（古典派経済学において「経済学」を意味する語）に「経済学」の訳語を与えている（西周によると後者は津田真道の執筆）。ついで日本における最初の西洋経済学入門書として知られる神田孝平訳の『経済小学』（1867年（慶応3年）刊）では「経済学」を「ポリチャーエコノミー」と読ませており、同年末に刊行された福沢諭吉の『西洋事情 外篇』巻の3でも同様の用法として「経済学」の語が見える（なお前年1866年（慶応2年）刊の『西洋事情 初篇』巻の1には「経済論」の語がある）。
しかし「経済（学）」がエコノミーもしくはポリティカル・エコノミーの訳語として定着するには若干の問題があり、例えば西周は『百学連環』（1870年（明治3年）刊）で、エコノミーとポリティカル・エコノミーの区別を重視して前者に「家政」、後者については国家の「活計」を意味するものであり、津田の訳語「経済学」では活計の意味を尽くしていないとして「制産学」の訳語を与えている。このように個人（もしくは企業）の家計・会計と国家規模の経済運営を分けて考える立場はしばらく影響力を持ち、後者については「理財」の訳語が用いられることもあり（1881年刊『哲学字彙』では"economics"の訳語）明治初期の大学・専門学校の学科名としては「理財学」がしばしば用いられた。しかし国家レベルと個人・企業レベルのエコノミーを包括して「経済」とする用法が次第に普及することになり、現在に至っている。また江戸時代以来の「貨殖興利」という用法も存続したため、本来の「経済」の語に含まれていた「民を済ふ」という規範的な意味は稀薄となった。
また、この新しい用法は本来の意味の「經濟」という語を生み出した中国（清）にも翻訳を通じて逆輸出され、以後東アジア文化圏全域で定着した。

### 辞典類
- 佐藤亨『現代に生きる幕末・明治初期漢語辞典』明治書院、2007年6月。ISBN 978-4-625-40400-9。
- 杉本つとむ『語源海』東京書籍、2005年3月。ISBN 4-487-79743-8。
- 重田園江「経済」『哲学・思想翻訳語事典』石塚正英、柴田隆行 監修、論創社、2003年1月。ISBN 4-8460-0300-0。
- 山内邦夫 著「経済」、遠藤元男 編『日本社会経済史用語辞典』朝倉書店、1972年。NDLJP:12156492。

### 論文
- 島崎隆夫 著「日本経済思想の研究史 ―德川時代經濟思想を中心として―」、慶應義塾大学経済学会 編『日本における経済学の百年』 上、日本評論新社、1959年、109-184頁。NDLJP:3034561/66。